# Александър (Византийска империя)
Александър или Александър III (на гръцки: Αλέξανδρος, „защитник на мъжете“, Alexander III), ок. 870– 6 юни 913) е византийски император (василевс), управлява Източната римска империя през 912 – 913 година.

## Произход и ранни години
Той е третият син на император Василий I Македонец и Евдокия Ингерина. За разлика от по-големия му брат Лъв VI Философ, за него не съществува съмнение дали наистина е син на Василий I, или на предходника му Михаил III, чиято любовница е Евдокия първоначално, защото е роден 5 години след смъртта му.
Още 9-годишен той е определен за съимператор на баща си. След неговата смърт се възцарява по-големият му брат Лъв, докато Александър остава младши съимператор. На 11 май 912 година Лъв VI умира и тронът е наследен от непълнолетния му син (тогава на около 7 години) – Константин VII Багренородни, но управлява регентство на майка му Зоя Карбонопсина и патриарх Николай Мистик. Впоследствие и Александър става регент и си присвоява върховната и пълна власт над държавата, обявявайки се и за автократор (гр.:самодържец).

## Автократор на ромеите
Една от първите му стъпки е възстановяването на Николай Мистик като патриарх, след като по-рано той е бил изместен и отстранен от императрицата-майка. Зоя Карбонопсина (Чернооката) е изключена от регентството и заточена в манастир. Стефан Цанев пише:
| „ | Регент на малолетния император станал братът на Лъв VI Философ – Александър, който бил безнадежден пияница и развратник, посегнал на братовата си незаконна жена Зоя Чернооката, като успял да свали дрехата от тялото ѝ, тя обаче макар да била не по-малко прославена поклонничка на порока, не му се отдала, тогава той я прогонил съвсем гола от двореца. | “ |

Александър е известен като сприхкав и злонамерен алкохолик с разклатено здраве. Той прекарва по-голямата част от живота си в сянката на своя брат и до смъртта му не притежава реална власт и няма опит в управлението. Ленив, разюздан и отдаден на развлечения, Александър няма потомци и страда от импотентност, която се опитва да излекува, извършвайки публично езическо идолопоклонение на Хиподрума пред златна статуя на глиган, с което разгневява ромеите. По време на неговото управление с голямо влияние се ползват Василица и Гаврилопул, които са от славянски произход. Той дори обмисля да скопи Константин VII и да обяви за свой наследник Василица.
В изблик на гняв Александър отхвърля предложението на цар Симеон за подновяване на мирния договор през 913 г. и отказва да плаща годишните трибути на българите. В резултат войната между България и Византийската империя се разгаря отново и продължава още 15 години. По същото това време източните граници на империята са атакувани от халифата на Абасидите, което я заставя да воюва на два фронта. Императорът умира внезапно в двореца след преяждане и препиване, което довежда до спукване на артерия по време на игра на tzykanion (вид поло). Така се изпълнява пророчеството на брат му Лъв Мъдри, че Александър ще управлява само 13 месеца.
Съгласно завещанието на императора, след смъртта му опекуни на малолетния Константин VII стават патриарх Николай Мистик, магистър Стефан, магистър Йоан Елад, ректор Йоан, Евтимий, Василица и Гаврилопул.